# (397) Vienna
(397) Vienna – planetoida z pasa głównego asteroid okrążająca Słońce w ciągu 4 lat i 102 dni w średniej odległości 2,63 j.a. Została odkryta 19 grudnia 1894 roku w Observatoire de Nice w Nicei przez Auguste Charloisa. Nazwa planetoidy pochodzi od bretońskiej nazwy miasta Wiedeń. Przed jej nadaniem planetoida nosiła oznaczenie tymczasowe (397) 1894 BM.